# Benjamin Mendy
Benjamin Mendy (Longjumeau, 17 de julho de 1994) é um futebolista francês que atua como lateral-esquerdo. Atualmente está sem clube.
Em 2021, Mendy foi preso sob acusações de crimes sexuais e passou mais de quatro meses sob custódia antes de ser libertado sob fiança em janeiro de 2022, sendo suspenso pelo seu então clube Manchester City; ele foi absolvido de todas as acusações contra ele em dois julgamentos em 2023. Liberado pelo City em junho de 2023, no final de seu contrato, ele se juntou ao Lorient.
Em novembro de 2023, ele abriu um processo contra o Manchester contra perdas financeiras sofridas durante a sua suspensão.
Ele foi convocado para a Seleção Francesa para a Copa do Mundo de 2018, no qual o país foi o vencedor.

## Carreira

### Le Havre
Em 24 de julho de 2011, Mendy assinou seu primeiro contrato profissional, um contrato de três anos com o Le Havre. Estreou como profissional em 9 de agosto de 2011, na derrota por 2–1 para o Amiens pela Copa da Liga Francesa.

### Monaco

#### 2016-17
Chegou ao Monaco em julho de 2016, após transferência vinda pelo Olympique de Marseille. 
Na equipe, obteve boas atuações, que, somadas à grande campanha em competições nacionais e internacionais, despertaram interesse de outros times.

### Manchester City
Em 22 de julho de 2017, o Manchester City oficializou a contratação do jogador, destaque do Monaco, em um acordo estabelecido em £ 52 milhões.

#### 2017–18
Mendy estreou pelo clube inglês em 26 de agosto de 2017 contra o Bournemouth, com vitória por 2–1. No dia 23 de setembro de 2017, contra o Crystal Palace, o lateral francês sofreu uma ruptura no ligamento anterior cruzado do joelho e desfalcou o Manchester por 7 meses. Retornou já em fase final de temporada em partida contra o Swansea City em 22 de abril de 2018.

#### 2018–19
Realizou sua primeira partida na temporada em 5 de agosto de 2018, em duelo válido pela Supercopa contra o Chelsea. Na estreia do clube na Premier League contra o Arsenal, Mendy distribuiu duas assistências na vitória por 2–0, para gols de Sterling e Bernardo Silva. Em 19 de agosto, participou ativamente na construção do placar de 6–1 sobre o Huddersfield Town ao contribuir para gol de Sergio Agüero, e iniciar as jogadas dos gols de Gabriel Jesus e do atacante argentino.

#### 2020-21
Na temporada 2020-21, Mendy perdeu os três primeiros jogos da Champions League por lesão, jogou uma partida na fase de grupos, mas ficou no banco em todas as demais. Já na Premier League fez 13 jogos, 11 deles como titular.

#### 2022-23
Mendy foi inocentado de acusações de estupro e encerrou sua passagem pelo Manchester City, onde fez em 2021, seu último jogo pelo clube, foram quatro anos, com 75 jogos pelos Citizens.

### Lorient
O Lorient confirmou a contratação de Benjamin Mendy em 19 de julho de 2023. Mendy assinou contrato com o Lorient por duas temporadas.

### Zurique
Em 11 de fevereiro de 2025, Mendy foi apresentado no Zurique.
No dia 21 de julho do mesmo ano, o clube suíço anunciou que o contrato de Mendy foi rescindido por mútuo consentimento. Com a camisa do Zurique, Mendy disputou apenas oito jogos.

## Seleção Francesa
Mendy foi convocado pela primeira vez para a França pelo técnico Didier Deschamps no dia 16 de março de 2017. Estreou contra Luxemburgo em partida válida pelas Eliminatórias para a Copa do Mundo em vitória por 3–1.
O lateral esquerdo foi convocado para a Copa do Mundo de 2018, na Rússia. Mendy jogou apenas uma partida, sendo campeão do mundo posteriormente. 

## Vida pessoal
No dia 26 de agosto de 2021, o jogador foi suspenso do Manchester City devido a acusações de abuso sexual. Foi preso e julgado, sendo em julho de 2023 ilibado de todas as acusações.

## Títulos
Monaco
- Ligue 1: 2016–17

Manchester City
- Premier League: 2017–18, 2018–19 e 2020–21
- Supercopa da Inglaterra: 2018
- Copa da Liga Inglesa: 2018–19, 2019–20 e 2020–21
- Copa da Inglaterra: 2018–19

Seleção Francesa
- Copa do Mundo FIFA: 2018

### Prêmios individuais
- Equipe do torneio do Campeonato Europeu Sub-17: 2011
- Equipe ideal da Ligue 1: 2016–17